# Cotinus
Cotinus Mill., 1754 è un genere di arbusti della famiglia delle Anacardiacee, originari delle zone temperato-calde dell'emisfero boreale.

## Descrizione
Si tratta di grandi arbusti o piccoli alberi, con foglie caduche, alternate, ovate, lunghe 3–13 cm.
I fiori sono raggruppati in larghe e aperte pannocchie terminali lunghe 15–30 cm, con l'aspetto di un soffice piumino grigio-marrone assomigliante ad una nuvola di fumo sopra la pianta, da cui il nome.
Il frutto è una piccola drupa con un unico seme.
In passato è stato spesso attribuito al genere Rhus, da cui si distingue per le foglie semplici (non pennate) e per i fiori con l'aspetto 'fumoso'.

## Tassonomia
Il genere comprende le seguenti specie:
- Cotinus carranzae Rzed. & Calderón
- Cotinus chiangii (D.A.Young) Rzed. & Calderón
- Cotinus coggygria Scop.
- Cotinus kanaka (R.N.De) D.Chandra
- Cotinus nanus W.W.Sm.
- Cotinus obovatus Raf.
- Cotinus szechuanensis Pénzes

Lo scotano (Cotinus coggygria) è un arbusto di 1-3 metri con foglie caduche di color verde chiaro opaco, che in autunno assumono un'intensa colorazione rosso-arancio. Lo scotano americano (Cotinus obovatus, sin. Cotinus americanus) è originario degli Stati Uniti d'America sudorientali, dal sud del Tennessee all'Alabama e al Texas; rispetto a quello europeo, è una pianta più grande, frequentemente un piccolo albero alto da 3 a 5 metri, con un tronco del diametro da 20 a 35 centimetri. Anche le foglie sono più grandi, lunghe 6–13 cm; in autunno ha una colorazione e brillante della specie eurasiatica, mentre le infiorescenze sono normalmente più rade che in C. coggygria.

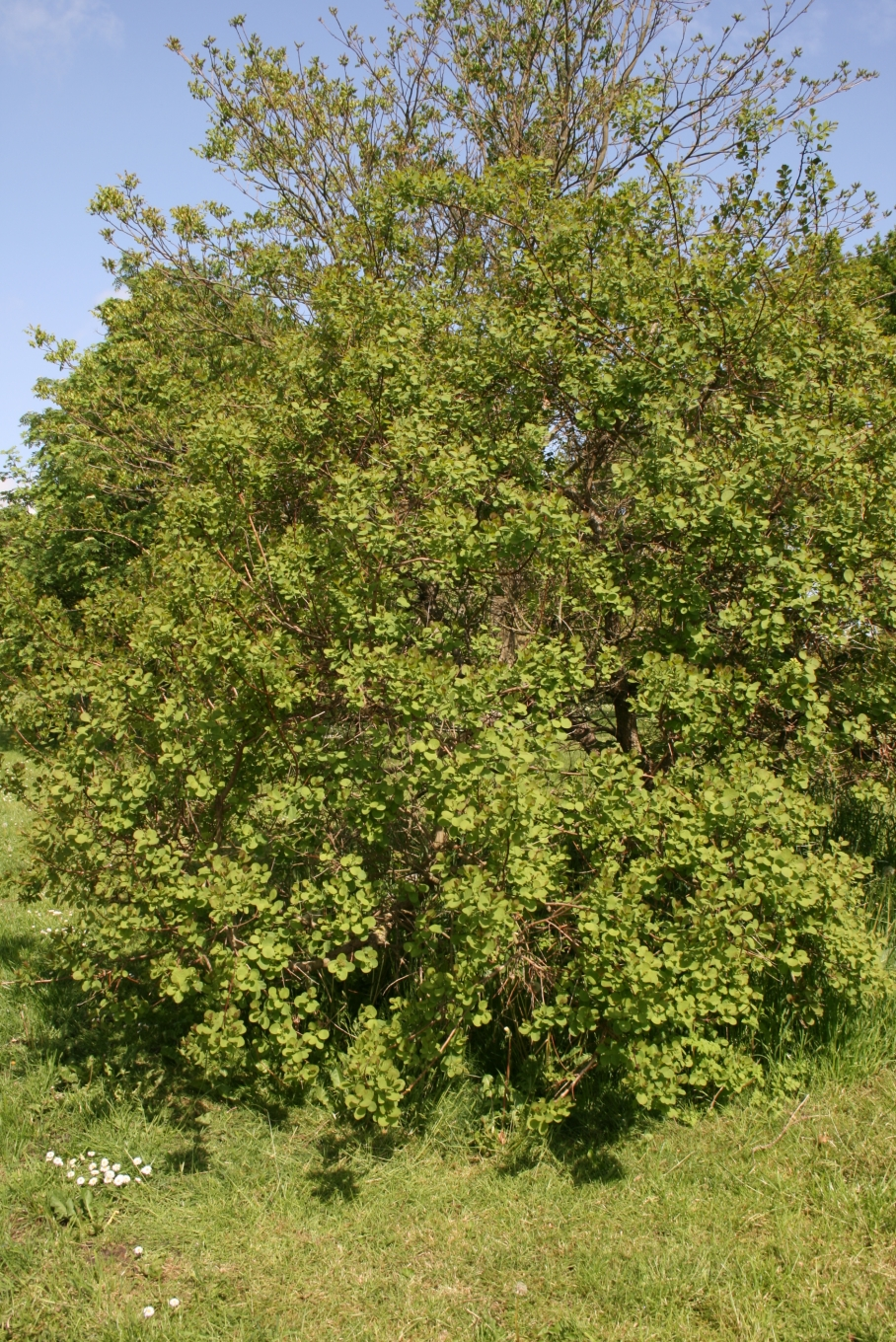
Sommacco americano (Cotinus obovatus)
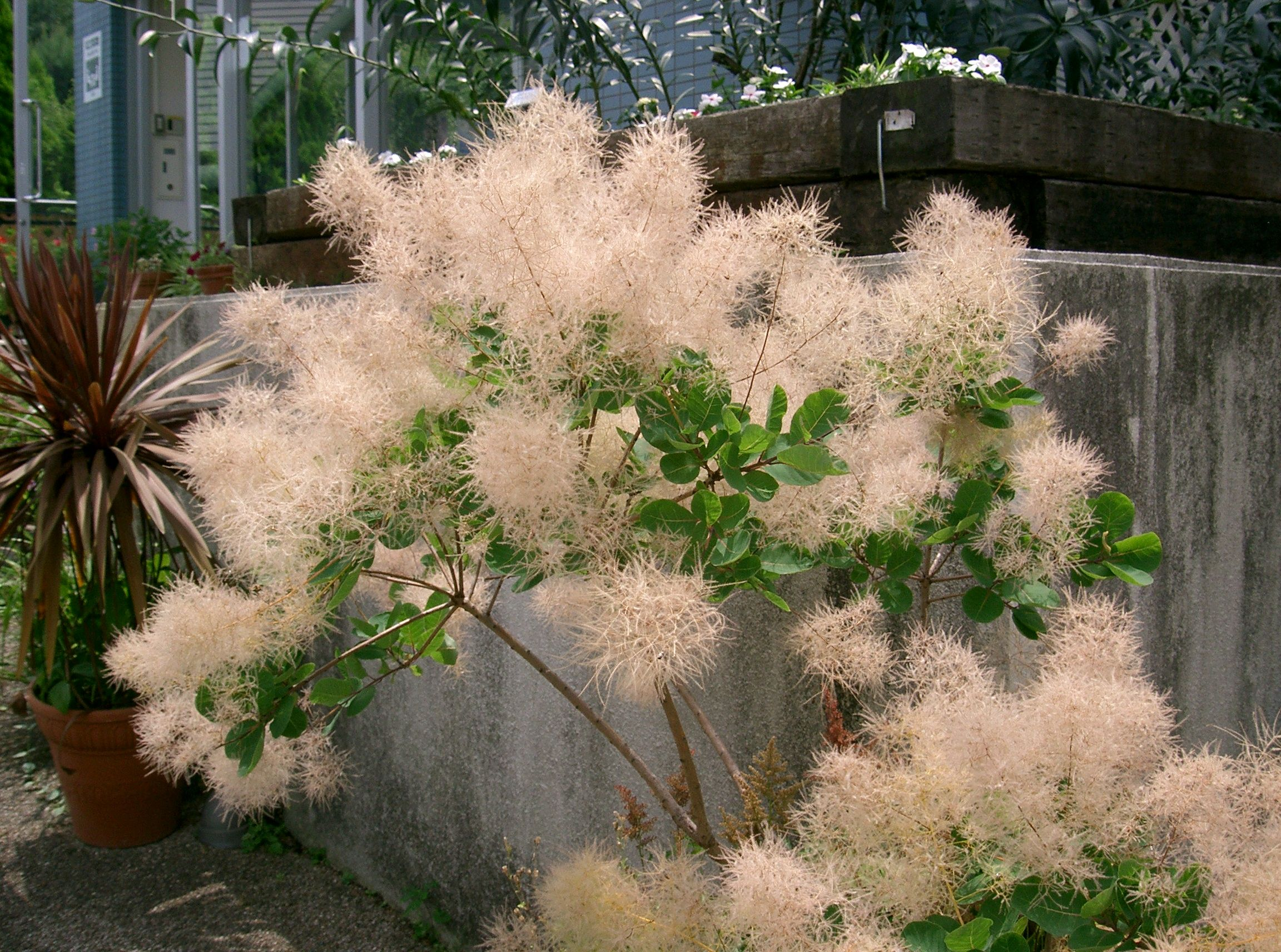
Sommacco selvatico (Cotinus coggygria)

## Usi
I sommacchi, particolarmente C. coggygria, sono popolari arbusti ornamentali da giardino. Sono state selezionate diverse cultivar di C. coggygria a foglie color bronzo o porpora, che contrastano con le infiorescenze rosa intenso; la più comune in commercio è la 'Royal Purple'.
Dalle foglie di queste piante si produce un colorante per tingere lana, seta, legno e pelle in giallo e arancio.

## Coltivazione
Queste piante prediligono suoli asciutti e magri, che mantengono l'habitus di crescita più compatto e migliorano la colorazione autunnale; se invece sono piantate in suoli fertili, esse divengono grandi e poco eleganti, e tendono ad avere una vita breve a causa di malattie fungine come quelle causate dal genere Verticillium. Entrambe le specie possono essere potate a inizio primavera per produrre germogli di un anno alti fino a 2 metri, con grandi foglie ma senza fiori.